# Anna Valle
Anna Valle (ur. 1975 w Rzymie) – włoska aktorka, Miss Włoch 1995.

## Wybrana filmografia
- 1998: Wolność dla zwierzaków!!! jako Monica
- 1999: Dziewczyny z butiku jako Paola
- 2002: Ojciec Giovanni – Jan XXIII jako Rosa
- 2003: Soraya jako Soraya – druga żona ostatniego szacha Iranu Mohameda Rezy Pahlawiego
- 2004: Czas miłości